# Pumarejo de Tera
Pumarejo de Tera es una localidad española del municipio de Melgar de Tera de la provincia de Zamora, en la comunidad autónoma de Castilla y León.

## Geografía física

### Ubicación
Se encuentra situado en el noroeste de la provincia de Zamora, dentro de la comarca de Benavente y Los Valles.

### Orografía
Tiene una altitud de 745 m s. n. m. En su monte se encuentran todas las bodegas de la gente del pueblo en las que los vecinos del municipio elaboran y guardan el vino recolectado en la vendimia. Actualmente las bodegas son más modernas, es decir, antes estaban hechas de barro y otros condimentos pero ahora se parecen a las casas de hoy en día, con ladrillo vistoso y cemento.

## Historia
En su monte tuvo lugar el hallazgo en "la raposera" (lugar que se encuentra entre Melgar y Pumarejo de Tera) de un bifaz y dos cantos tallados del Paleolítico.
En la Edad Media, el territorio en el que se asienta la localidad quedó integrado en el Reino de León, cuyos monarcas habrían emprendido la fundación del pueblo, parando en este pueblo posteriormente muchos peregrinos.
Posteriormente, en la Edad Moderna, Pumarejo de Tera fue una de las localidades que se integraron en la provincia de las Tierras del Conde de Benavente y dentro de esta en la receptoría de Benavente. No obstante, al reestructurarse las provincias y crearse las actuales en 1833, la localidad pasó a formar parte de la provincia de Zamora, dentro de la Región Leonesa, quedando integrada en 1834 en el partido judicial de Benavente.

## Demografía
Actualmente cuenta con 178 hab. aunque poco a poco va disminuyendo. El padrón actual de habitantes consta de 90 hombres y 88 mujeres.

## Patrimonio
Antiguamente había una ermita, los vecinos del pueblo decidieron restaurarla y construir una nueva iglesia. Esta iglesia fue construida en 1985 por el conocido arquitecto español Miguel Fisac. La iglesia fue construida por todos los vecinos del pueblo con ayuda de unos albañiles y el arquitecto Miguel Fisac, la gente más mayor cuenta orgullosa que cada persona iba poniendo una piedra. Esta iglesia fue construida piedra a piedra por los vecinos con sus propias herramientas. Hoy en día algunas personas siguen acordándose de la piedra que pusieron. Ha sido declarada bien de interés cultural
En el verano de 2011 en el mes de julio vinieron personas para escribir sobre la iglesia en un periódico, ya que se considera de interés cultural.

## Fiestas
Merece destacar la fiesta celebrada el 25 de julio dedicada a Santiago Apóstol, en la que se conservan vestigios tradicionales del pasado como la procesión que tiene lugar ese mismo día a continuación de la misa. Durante los días anteriores y posteriores a este día también se celebran varias misas en las que la gente del pueblo luce sus nuevos trajes comprados para la ocasión.
Por las tardes el alcalde suele contratar a unos gaiteros para que animen a la gente con sus instrumentos y bailes tradicionales. Otros días se celebran juegos infantiles para los niños y atracciones gratis.
También se celebra la novena en el mes de mayo en honor a la Virgen María, en esta festividad las mujeres del pueblo le cantan loas a la Virgen. Después de la misa y de la loa se subastan roscas y bollos elaborados por las mujeres del pueblo (como se hacía antiguamente) o encargados a los panaderos. El dinero que se recauda de la subasta se recauda para posibles necesidades de la Virgen, como un manto nuevo, etc. Y otras festividades menos comunes son la "luminaria" (una hoguera durante el día de todos los Santos, que se tocan las campanas durante toda la noche) y el tortillero.